# 西台神台骀庙
西台神台骀庙，位于山西省临汾市侯马市高村乡西台神村北。

## 建筑
西台神台骀庙包括中轴线上的山门、献殿、台王宝殿、春秋楼，以及两侧的东西阎罗殿、娘娘殿。

## 保护
2004年5月，西台神台骀庙公布为临汾市文物保护单位。2016年6月6日，中贺水泰岱庙公布为第五批山西省文物保护单位，编号5-126。